# Покажи мне любовь
«Покажи мне любовь» («Чёртов Омоль», швед. Fucking Åmål) — мелодрама шведского кинорежиссёра Лукаса Мудиссона о первых романтических переживаниях двух школьниц, живущих в провинциальном городке Омоле. В сюжете затрагиваются вопросы взаимоотношений подростков, однополых романтических отношений, сексуальной самоидентификации подростков и толерантности к гомосексуальности. Лауреат двух премий Берлинского кинофестиваля, обладатель четырёх наград «Золотой жук» (высшей национальной кинопремии Швеции) в номинациях «лучший фильм», «лучшая режиссура», «лучший сценарий» и «лучшая актриса»; последний приз поделили исполнительницы главных ролей юные актрисы Александра Дальстрём и Ребекка Лильеберг.
В нескольких странах[каких?] фильм включён в официальные списки произведений, рекомендованных для просмотра школьниками.

## Сюжет
Действие фильма происходит в маленьком шведском городке Омоле. Четырнадцатилетняя школьница Элин красива и популярна, но томится скукой провинциального города. В неё влюблён старшеклассник Юхан, но Элин игнорирует его робкие попытки ухаживать. Пятнадцатилетняя Агнес, ученица той же школы, переехавшая в Омоль с родителями полтора года назад, выглядит как полная противоположность Элин — она застенчива, у неё нет друзей, она общается только с одноклассницей Викторией, передвигающейся на инвалидной коляске. Агнес втайне влюблена в Элин, но не смеет что-то предпринять, лишь пишет о своей любви в дневнике.
Родители беспокоятся из-за того, что Агнес постоянно одна, и в день 16-летия дочери, вопреки её желанию, устраивают празднование, настаивая, чтобы она пригласила друзей. Она приглашает только Викторию. Та приходит, но когда Агнес при родителях заявляет, что они не подруги, а общаются лишь потому, что никто больше не хочет дружить с ними обеими, оскорблённая Виктория уезжает домой. И тут неожиданно приходят Элин и её старшая сестра Джессика — Элин пришло в голову заявиться к Агнес, потому что не хотелось идти на вечеринку, где будет Юхан. Между сёстрами происходит спор на двадцать крон, что Элин поцелует Агнес, о которой Джессика слышала, что она лесбиянка. Элин целует Агнес, после чего сёстры убегают на свою вечеринку, где со смехом рассказывают подругам о своей проделке. Одной из школьниц приходит в голову позвонить Агнес по телефону и поиздеваться. Агнес, подавленная всем произошедшим, запирается в комнате, решив вскрыть себе вены.
Элин понимает, что унизила Агнес. При этом она смущена, ведь поцелуй явно не вызвал у неё того отвращения, о котором она говорит подружкам. Напившись и поругавшись с Юханом, Элин возвращается к дому Агнес, чтобы извиниться. Её приход мешает Агнес совершить суицид. Элин вытаскивает Агнес на прогулку. Она делится своей мечтой уехать из Омоля. Под влиянием момента девушки пытаются уехать автостопом в Стокгольм. На заднем сиденье автомобиля между ними происходит первый «настоящий» поцелуй, за что водитель выгоняет их из машины. При расставании Элин обещает позвонить Агнес.
Элин чувствует, что её тянет к Агнес, но боится признаться в этом даже себе. Она пытается позвонить Агнес, но мешает появление сестры, а когда Агнес звонит сама, Элин не решается заговорить и вешает трубку. Джессика понимает, что её сестра влюбилась, и настойчиво требует назвать, в кого именно. Боясь осуждения, Элин лжёт, что это Юхан. Джессика сводит Юхана с сестрой, и та, оказавшись в ловушке собственных слов, начинает с ним встречаться, избегая Агнес. Та в школьном коридоре останавливает Элин и даёт ей пощёчину. Элин в ответ во всеуслышание называет Агнес «ненормальной» и «чёртовой лесбиянкой». Виктория, несмотря на извинения Агнес, не простившая её, теперь рассказывает всем в школе, что Агнес — лесбиянка и влюблена в Элин, а также лжёт, что Агнес приставала и к ней. Агнес оказывается в полной изоляции и становится мишенью для насмешек. В результате этого она страдает ещё больше, но на её чувствах к Элин это никак не отражается.
Вскоре Элин осознаёт, что, несмотря на близость с Юханом, все её мысли заняты Агнес. Она резко порывает с Юханом и на следующий день в школе заталкивает Агнес в туалет, где признается в своих чувствах; Агнес отвечает взаимностью. Тем временем у двери туалета собираются школьники, думающие, что Элин заперлась с мальчиком. Они стучат в дверь, гадая, с кем она. Столпотворение привлекает внимание учителя. Понимая, что тянуть время бессмысленно, Элин и Агнес выходят, и Элин заявляет собравшимся: «А вот и я! А вот моя новая девушка. А подвинуться нельзя? Мы трахаться идём!». Взявшись за руки, девушки проходят сквозь толпу и выходят из школьного здания.
В финальной сцене фильма Элин и Агнес сидят в спальне Элин и пьют шоколадное молоко.

## В ролях
| В ролях              |  | Персонаж              |
| -------------------- |  | --------------------- |
| Александра Дальстрём |  | Элин                  |
| Ребекка Лильеберг    |  | Агнес                 |
| Эрика Карлсон        |  | Джессика, сестра Элин |
| Матиас Руст          |  | Юхан                  |
| Стефан Хёрберг       |  | Маркус, друг Джессики |

| В ролях         |  | Персонаж                  |
| --------------- |  | ------------------------- |
| Юсефина Нюберг  |  | Виктория                  |
| Ральф Карлссон  |  | отец Агнес, Олоф          |
| Мария Хедборг   |  | мать Агнес, Карин         |
| Аксель Видегрен |  | младший брат Агнес, Оскар |
| Йиль Унг        |  | мать Элин, Биргитта       |

## Создание фильма
Хотя название фильма отсылает зрителя к маленькому шведскому городку Омолю, расположенному близ границы с Норвегией, только несколько сцен из фильма, причём не вошедшие в картину, были сняты в Омоле, а большая часть — в расположенном неподалёку Тролльхеттане, где находится киностудия Film i Väst.

## Награды
Фильм получил следующие награды:
| Награды                                            | Награды | Награды                                                    | Награды                                                     | Награды                                                                          |
| -------------------------------------------------- | ------- | ---------------------------------------------------------- | ----------------------------------------------------------- | -------------------------------------------------------------------------------- |
| Фестиваль / Премия                                 | Год     | Награда                                                    | Категория                                                   | Победитель                                                                       |
| Amanda Awards, Norway                              | 1999    | Amanda                                                     | Лучший иностранный фильм                                    | Лукас Мудиссон                                                                   |
| Atlantic Film Festival                             | 1999    | International Award                                        | Best International Feature                                  | Лукас Мудиссон                                                                   |
| Берлинский кинофестиваль                           | 1999    | C.I.C.A.E. Award — Recommendation «Тедди»                  | Panorama Best Feature Film                                  | Лукас Мудиссон                                                                   |
| British Film Institute Awards                      | 1999    | Sutherland Trophy — Special Mention                        |                                                             | Лукас Мудиссон                                                                   |
| Brothers Manaki International Film Festival        | 1999    | Special Jury Award                                         |                                                             | Уль Брантас                                                                      |
| Cinema Jove - Valencia International Film Festival | 1999    | Golden Moon of Valencia                                    |                                                             | Лукас Мудиссон                                                                   |
| Flanders International Film Festival               | 1999    | Student Jury Award                                         |                                                             | Лукас Мудиссон                                                                   |
| GLAAD Media Awards                                 | 2000    | GLAAD Media Award                                          | Outstanding Film (Limited Release)                          | «Покажи мне любовь»                                                              |
| «Золотой жук»                                      | 1999    | Золотой жук                                                | Лучшая актриса Лучший режиссёр Лучший фильм Лучший сценарий | Александра Дальстрём Ребекка Лильеберг Лукас Мудиссон Ларс Юнссон Лукас Мудиссон |
| Кинофестиваль в Карловых Варах                     | 1999    | Audience Award Don Quijote Award Special Prize of the Jury |                                                             | Лукас Мудиссон                                                                   |
| Molodist International Film Festival               | 1999    | Best Film Award FIPRESCI Prize Youth Jury Award            |                                                             | Лукас Мудиссон                                                                   |
| Роттердамский кинофестиваль                        | 2000    | MovieZone Award                                            |                                                             | Лукас Мудиссон                                                                   |

## Прокат
Примерно один миллион шведов из девятимиллионного населения Швеции посмотрел этот фильм. За пределами Швеции фильм также был очень успешен — он вышел в прокат в более чем двадцати странах мира, что является несомненным достижением для шведского кинематографа. Поскольку оригинальное название фильма (Fucking Åmål) содержит обсценную лексику, для проката в англоязычных странах пришлось сменить его — Лукас Мудиссон выбрал строчку из песни в конце фильма, англ. Show Me Love («Покажи мне любовь»). Прокатные названия на других языках: нем. Raus aus Åmål («Прочь из Омоля»), Descubriendo el Amor («Открывая любовь»), Amigas de Colégio («Школьные подруги»), чешск. Láska je láska («Любовь есть любовь»).

## Культурное влияние
- В 2005 году в Швейцарии в городе Базель была сделана театральная постановка по этому фильму[8][9].
- По словам Елены Кипер, одного из продюсеров группы «Тату», именно фильм Мудиссона натолкнул на мысль использовать лесбийский имидж для продвижения проекта. Международное англоязычное название картины «Покажи мне любовь» — Show Me Love — совпадает с названием одной из песен группы «Тату». В более позднем фильме Мудисона — «Лиля навсегда», звучит песня Тату «Нас не догонят».
- Фильм послужил сюжетом для клипа группы The Rasmus на песню F-F-F-Falling.
- В 2011 году вышел норвежский фильм «То, что её заводит», который посчитали «прямым наследником» «Любви…»[10]

## Использование в образовательных целях
- В Англии организацией «British Film Institute» фильм включен в «Десятку фильмов, которые должен посмотреть каждый подросток»[11][12].
- В Дании организацией «Det Danske Filminstitut» фильм рекомендован учителям для использования в школьной программе[13][14].
- В Германии организацией «Institut für Kino und Filmkultur» фильм рекомендован учителям для использования в школьной программе[14][15].

## Символика
Финальная сцена, где Элин и Агнес вместе выходят (англ. coming out) из школьного туалета, является буквальным каминг-аутом — в современном английском языке выражения «coming out» (буквально: «раскрытие», «выход») и «coming out of the closet» («выход из чулана») имеют значение «добровольное и открытое признание человеком своей гомосексуальности».